# Horst Grunenberg (Politiker)
Horst Grunenberg (* 19. November 1928 in Schmolsin, Pommern; † 14. Dezember 2006 in Bremerhaven) war ein deutscher Politiker (SPD). Er war von 1972 bis 1990 direkt gewählter Abgeordneter des Bundestagswahlkreises Bremen-Nord – Bremerhaven.

## Biografie
Grunenberg wurde noch als Schüler eines Realgymnasiums 1945 zum Kriegsdienst gezwungen und geriet kurzzeitig in Gefangenschaft. 1945/46 war er in einer Zimmerei tätig. Ab 1946 absolvierte er eine Fleischerlehre und beendete diese 1948 mit der Gesellenprüfung. 1948/49 war er im Kohlenbergbau beschäftigt. Von 1950 bis 1954 arbeitete er als Fischfiletierer und seit 1955 als Elektroschweißer in Bremerhaven.
Als Vertrauensmann der IG Metall auf der Seebeck-Werft setzte er sich 1958 dafür ein, das Manifest der 18 Göttinger Wissenschaftler und den Ausschuss Kampf dem Atomtod zu unterstützen. Von 1959 bis 1975 war er hier Betriebsratsmitglied. Ab 1971 erfolgte seine Freistellung als Lohnsachverständiger des Betriebsrats. Von 1965 bis 1973 war er Leiter des Vertrauenskörpers der IG Metall auf der Seebeckwerft. Ab 1973 war er stellvertretender Vorsitzender der SPD-Betriebsgruppe Seebeckwerft. 1970 bis 1973 war er stellvertretender Vorsitzender der SPD-Betriebsorganisation in Bremerhaven und Mitglied des Landsvorstands der AfA. 1971 bis 1973 war er Vorsitzender des SPD-Ortsvereins Alt-Lehe und Mitglied im SPD-Unterbezirksvorstand Bremerhaven.
Grunenberg gehörte zum Seeheimer Kreis der SPD und war längere Zeit Mitglied im Verteidigungsausschuss des Bundestags, in dem er sich für eine exportorientierte Schiffsindustrie einsetzte, um die heimischen Werften zu fördern. Ein weiterer Schwerpunkt seiner politischen Arbeit bestand in der Regional-Förderung. Seine Initiative führte zur Ansiedlung des Alfred-Wegener-Instituts in Bremerhaven.
Ab 1985 war er Präsidiumsmitglied beim Deutschen Fischereiverbandes. Außerdem war er Mitglied der Meereswirtschaftskommission beim Bundesministerium für Wirtschaft. Er erhielt das Bundesverdienstkreuz 1. Klasse.
Grunenberg war verheiratet und hatte drei Kinder.